# Station Toulouse-Saint-Cyprien-Arènes
Station Toulouse-Saint-Cyprien-Arènes is een spoorwegstation in de Franse gemeente Toulouse.